# Azerbaïdjan au Concours Eurovision de la chanson 2017
L'Azerbaïdjan est l'un des quarante-deux pays participants du Concours Eurovision de la chanson 2017, qui se déroule à Kiev en Ukraine. Le pays est représenté par Dihaj et sa chanson Skeletons. Lors de la finale du concours, il termine 14e avec 120 points.

## Sélection
Le diffuseur azéri İTV confirme sa participation le 23 septembre 2016. Le 5 décembre 2016, il annonce que le pays sera représenté par la chanteuse Diana Hacıyeva, sélectionnée en interne. Sa chanson, intitulée Skeletons, est publiée le 11 mars 2017.

## À l'Eurovision
L'Azerbaïdjan participe à la première demi-finale, le 9 mai 2017. Arrivé 8e avec 150 points, le pays se qualifie pour la finale du 13 mai 2017, où il termine 14e avec 120 points.